# Jesper Rasmussen
Jesper Rewitz Rasmussen (Esbjerg, 4 gennaio 1992) è un ex calciatore danese, di ruolo centrocampista.

## Carriera

### Club
È cresciuto nelle giovanili dell'Esbjerg, club con cui ha esordito nella massima serie danese nel 2013.

### Nazionale
Nel 2007 ha giocato due incontri con la nazionale danese Under-16.

## Statistiche

### Presenze e reti nei club
| Stagione        | Squadra         | Campionato      | Campionato | Campionato | Coppe nazionali | Coppe nazionali | Coppe nazionali | Coppe continentali | Coppe continentali | Coppe continentali | Altre coppe | Altre coppe | Altre coppe | Totale | Totale |
| Stagione        | Squadra         | Comp            | Pres       | Reti       | Comp            | Pres            | Reti            | Comp               | Pres               | Reti               | Comp        | Pres        | Reti        | Pres   | Reti   |
| --------------- | --------------- | --------------- | ---------- | ---------- | --------------- | --------------- | --------------- | ------------------ | ------------------ | ------------------ | ----------- | ----------- | ----------- | ------ | ------ |
| 2011-2012       | Esbjerg         | 1D              | 3          | 0          | CD              | 0               | 0               |                    | -                  | -                  |             | -           | -           | 3      | 0      |
| 2012-2013       | Esbjerg         | SL              | 0          | 0          | CD              | 0               | 0               |                    | -                  | -                  |             | -           | -           | 0      | 0      |
| 2013-2014       | Esbjerg         | SL              | 22         | 3          | CD              | 2               | 2               | UEL                | 7                  | 0                  |             | -           | -           | 31     | 5      |
| lug.-dic. 2014  | Esbjerg         | SL              | 4          | 0          | CD              | 1               | 0               | UEL                | 2                  | 0                  |             | -           | -           | 7      | 0      |
| gen.-mag. 2015  | Vejle           | 1D              | 8          | 1          |                 | -               | -               |                    | -                  | -                  |             | -           | -           | 8      | 1      |
| 2015-gen. 2016  | Esbjerg         | SL              | 1          | 0          | CD              | 0               | 0               |                    | -                  | -                  |             | -           | -           | 1      | 0      |
| gen.-mag. 2016  | Vejle           | 1D              | 1          | 0          |                 | -               | -               |                    | -                  | -                  |             | -           | -           | 1      | 0      |
| Totale Esbjerg  | Totale Esbjerg  | Totale Esbjerg  | 30         | 3          |                 | 3               | 2               |                    | 9                  | 0                  |             | -           | -           | 42     | 5      |
| Totale carriera | Totale carriera | Totale carriera | 39         | 4          |                 | 3               | 2               |                    | 9                  | 0                  |             | -           | -           | 51     | 6      |

## Palmarès

### Club

#### Competizioni nazionali
- Campionato danese di seconda divisione: 1

Esbjerg: 2011-2012
- Coppa di Danimarca: 1

Esbjerg: 2012-2013